# Казахстанско-катарские отношения
Казахстанско-катарские отношения — двусторонние дипломатические отношения между Катаром и Казахстаном.

## История
Дипломатические отношения между странами установлены 1 июля 1993 года.
В 1998 году состоялся первый официальный визит Президента РК Н. Назарбаева в Катар в рамках турне по странам Персидского залива, а в 1999 году Эмир Катара шейх Хамад бен Халифа Аль Тани совершил первый официальный визит в Казахстан.
В мае 2007 года открыто посольство Казахстана в Катаре.
В марте 2008 года открыто посольство Катара в Казахстане.
Послом Казахстана в Катаре с ноября 2014 года является А. Шокыбаев.
С октября 2019 года Абдельазиз бен Султан Аль-Румейхи начал свою миссию в качестве Посла Катара в Казахстане.

## Послы Казахстана в Катаре
1. А. Бердыбай (2007-10.2014)
2. А. Шокыбаев С ноября 2014 г.

## Послы Катара в Казахстане
- (посольство с марте 2008)

1. Нассер Рашид АЛЬ-НУАЙМИ  H.E. Nasser Rashid Al-Nuaimi2008 –2013 سعادة السفير/ناصر بن راشد النعيمي
2. Абдулла Ахмед АЛЬ-МУТАВАА H.E. Abdulla Ahmed Y.A Al-Mutawaa سعادة السفير/عبدالله بن احمد المطوع     2013 –2016
3. Ахмедали АЛЬ-ТАМИМИ  H.E. Ahmed Ali A.J Al-Tamimi سعادة السفير/عبدالعزيز بن سلطان الرميحي 2016 – 2019
4. Абдулазиз Бен Султан Джасем Маджид АЛЬ-РУМЕЙХИ H.E. Abdulaziz  Sultan J.M Al-Rumaihi с октября 2019 – по наст.вр.